# Поколение Джонсов
«Поколение Джонсов» (англ. «Generation Jones») — это термин, придуманный Джонатаном Понтелом для описания тех, кто родился примерно с 1954 по 1965 год, в то время как другие источники ставят начальную точку в 1956 году или 1957. Эта группа, по сути, является второй половиной бэби-бумереров, родившихся ближе к первым годам поколения X.
Название «Generation Jones» имеет несколько версий происхождения, в том числе большое «Безымянное поколение», «Keeping up with the Joneses» — соперничество («Всё, как у людей»), и сленговое слово «jones» или «jonesing», что означает «стремление» или «погоня». Считается[кем?], что на детей-«джонсеров» возлагались большие надежды в 1960-е, но затем им пришлось столкнуться с изменившимися реалиями, поскольку их молодость пришлась на долгий период массовой безработицы и деиндустриализации, развернувшийся в полную силу во вторую половину 70-х и в 80-е годы XX века, что привело к нереализованному стремлению к погоне («jonesing») за высоким уровнем жизни в «старые добрые времена».
Представители поколения родились уже после того, как подросли огромные ряды их старших братьев и сестёр в ранней части населения беби-бумеров; таким образом, многие члены «Поколения Джонсов» жалуются, что им было недоступно много ресурсов и возможностей, которые, как они полагали, доставались старым «бумерам», родившимся ранее.
Таким образом, поколению было присуще чувство обделённости и «погоня» за уровнем свободы и богатства, доступным старым «бумерам», но не доставшихся их поколению.
Термин широко использовался в политических и культурных комментариях, включая период президентских выборов в США (2008), в которых за пост президента боролись представители «поколения Джонсов» Барак Обама и Сара Пэйлин.

## Культурные, экономические и политические аспекты
«Поколение Джонсов» обсуждалось в газетах и журналах, на телевидении и радиошоу. Понтел выступал на таких телеканалах, как CNN, MSNBC, и BBC, в обсуждении культурных, политических и экономических предпосылок возникновения этого поколения.
В деловом мире поколение Джонсов стало частью стратегического планирования многих компаний и отраслей, особенно в плане ориентации на «Джонсеров» посредством маркетинговых усилий. Carat UK, европейское медиа-агентство, провело обширные исследования потребительских предпочтений поколения.
В политическом плане голоса «Поколения Джонсов» стали одним из решающих факторов на западных выборах. В выборах в Конгресс США в 2006 году и в президентских выборах в США в 2004, а также в парламентских выборах в Великобритании (2005), роль поколения Джонсов широко освещалась в средствах массовой информации и политических опросах. На президентских выборах в США в 2008 году поколение Джонсов снова рассматривалось как ключевой сегмент избирателей из-за высокой степени их влияния на процесс выборов. Влиятельные журналисты, такие, как Кларенс Пейдж и Питер Фэнн, выделили избирателей «поколения Джонсов» как решающий фактор, повлиявший на исход в последние недели кампании.
Многочисленные исследования проводились политическими опросниками и публикациями, анализирующими поведение избирателей поколения «джонсеров».
Избрание президентом Барака Обамы, родившегося в 1961 году, и кандидатка в вице-президенты США от республиканцев Сара Пэйлин, родившаяся в 1964, привлекли ещё больше внимания к поколению Джонсов. Многие журналисты, публикации и эксперты, в том числе Джонатан Альтер (Newsweek), Дэвид Брукс (The New York Times) и Кэрен Тамалти (Time) — охарактеризовали Обаму как представителя поколения Джонсов.
Главные черты, приписываемые поколению — низкий уровень оптимизма, недоверие к правительству и циничные взгляды на жизнь.